# Anjo Loiro
Anjo Loiro é um filme brasileiro de 1973 dirigido por Alfredo Sternheim, baseado no livro Professor Unrat, de Heinrich Mann.
O filme foi proibido pela censura federal da ditadura militar na 5ª semana de exibição.

## Prêmios e indicações
Associação Paulista de Críticos de Arte - Troféu APCA (1974)
- Vencedor: melhor roteiro (Alfredo Sternheim e Juan Siringo).
- Vencedor: melhor atriz coadjuvante (Célia Helena)

## Elenco
- Mário Benvenutti.... Armando
- Vera Fischer.... Laura
- Célia Helena.... Helena
- Ewerton de Castro.... Mário
- Liana Duval.... Sônia
- Lineu Dias.... Ângelo
- Ivete Bonfá
- Roberto Rocco
- Cláudio Savietto
- Nuno Leal Maia.... Paulo
- Léa Surian
- Wanda Marchetti.... Maria
- Semme Lufti.... Sérgio
- Lídia Vani.... mãe de Mário
- Walter Portela
- Vicente Tutuilmondo.... Sílvio
- Lizette Negreiros
- Gracinda Fernandes.... Sandra
- Rosemar Di Paula
- Lino Braga
- Antônio Carlos Contrera
- Mia de Almeida
- Mayara de Castro
- Carlos de Simone
- Durvalino de Souza
- Rui Frete
- Celso Karan
- Paulo Lara
- Hélcio Magalhães
- Inês Marinho
- Nelcy Martins
- Albari Fernando Rosa
- Wladimir Soares